# Cyathea brunnescens
Cyathea brunnescens là một loài thực vật có mạch trong họ Cyatheaceae. Loài này được (Barrington) R.C. Moran mô tả khoa học đầu tiên năm 1991.